# Фаркаш, Акош
Акош Фаркаш де Дорог (венг. Farkas Ákos; 22 августа 1894, с. Тисакурт Австро-Венгрия (ныне медье Яс-Надькун-Сольнок, Венгрия) — 21 ноября 1952, Будапешт) — венгерский политический и государственный деятель, юрист, мэр Будапешта (1944). Сыграл важную роль в политике преследования и уничтожения евреев Будапешта.

## Биография
Родился 22 августа 1894 года в дворянской семье. Его дед был офицером, судьёй, прокурором и впоследствии мэром города Хайдудорог.
Акош окончил юридический факультет Будапештского университета. С 1913 года начал работать в городской администрации венгерской столицы. Во время Первой мировой войны работал в сербском генерал-губернаторстве. Был секретарём мэра (1920—1933), советником (1933—1939), руководителем отдела экономики.
19 мая 1944 года после немецкой оккупации Венгрии был избран мэром Будапешта вместо ушедшего в отставку Кароя Сэнди. Сыграл важную роль в создании Будапештского гетто. После государственного переворота в Венгрии и возникновения партии «Скрещенные стрелы», стал её членом и остался в своем офисе, активно участвовал в депортации евреев Будапешта. Когда советские войска подошли к Будапешту, покинул город и перебрался в Германию, где был задержан армией США.
В 1946 году был передан в Венгрию как военный преступник и приговорен за преступления против человечности к 10 годам лишения свободы. Отбывал наказание в тюрьме Ваца.
В некоторых источниках утверждается, что он умер в тюрьме от болезни в 1955 году. Однако в документе о смерти указана дата 21 ноября 1952 года.

## Публикации
В 1930-е годы вышел ряд публикаций Акоша, в частности переводы на венгерский Джека Лондона, статьи о городской политике в Будапеште.